# Ecdício Olimpo

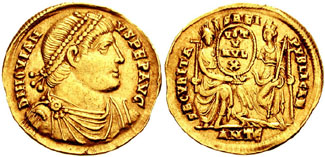
Soldo de Joviano r.

Ecdício Olimpo (em latim: Ecdicius Olympus) foi um oficial romano do século IV, ativo sob Juliano, o Apóstata (r. 361–363) e Joviano (r. 363–364). 

## Vida
Nativo de Tarso, na Cilícia, exerceu a função de prefeito augustal do Egito, em substituição de Gerôncio, de 362 a 363. Foi citado variadamente nas fontes do período e sabe-se por intermédio delas que teria anunciado o falecimento de Juliano em sua campanha no Império Sassânida. Em 16 de setembro de 363, Ecdício recebeu cartas o recém-empossado Joviano.
Ecdício Olimpo pode possivelmente ser identificado com certo aparentemente ciliciano Ecdício que foi condiscípulo e amigo do sofista Libânio e que teria sido destinatário de várias das cartas dele. Provavelmente pode ser identificado como tio do vigário Filoxeno.